# Rerum Novarum
Rerum Novarum (Latijn voor Over de Nieuwe Dingen) is een in 1891 door paus Leo XIII geschreven encycliek. De encycliek houdt zich bezig met de situatie van de arbeidersklasse en formuleert in de vorm van een aantal uitgangspunten de sociale leer van de Katholieke Kerk.
Uitgangspunten van de pauselijke encycliek waren een rechtvaardig loon, het recht op eigendom en solidariteit met de zwakkeren. Als instrumenten om deze doelstellingen na te streven, werden zowel overheidsingrijpen als de vorming van vakbonden genoemd.
In zijn uiteenzetting over overheid, industrie en arbeid leidt Leo XIII de Kerk het industriële tijdperk binnen. Zijn pleidooi voor vakorganisaties was niet alleen een vernieuwing binnen kerkelijke kring, maar ook daarbuiten. Leo's encycliek bevat een kritiek tegenover ongebreideld kapitalisme en veroordeelt tegelijkertijd het marxistisch socialisme, het historisch determinisme en het dialectisch materialisme. Zijn voorgestelde samenwerking tussen arbeid en kapitaal inspireerde tot de vorming van vakbonden en onder meer verschillende vormen van corporatisme.

## Sociale katholieke leer
Rerum Novarum geeft de contouren weer van een sociale katholieke leer, maar is geen systeem. Veeleer geeft het antwoorden op concrete situaties. Latere encyclieken volgden en probeerden ook nieuwe ontwikkelingen een plaats te geven binnen de sociale katholieke leer, die nog steeds op Rerum Novarum voortbouwt:
- Quadragesimo Anno, door Paus Pius XI (1931)
- Mater et Magistra, door Paus Johannes XXIII (1961)
- Populorum Progressio, door Paus Paulus VI (1967)
- Laborem Exercens, door Paus Johannes Paulus II (1981)
- Sollicitudo Rei Socialis, door Paus Johannes Paulus II (1987)
- Centesimus Annus, door Paus Johannes Paulus II (1991)
- Caritas in Veritate, door Paus Benedictus XVI (2009).

Naast encyclieken maakt de Kerk eveneens gebruik van andere vormen, zoals pauselijke brieven en toespraken, waarin op de sociale toestand wordt ingegaan:
- Compendium van de sociale leer van de Kerk (2004) door de Pauselijke Raad voor Rechtvaardigheid en Vrede.

## Politiek
De Aalsterse priester Adolf Daens steunde op deze encycliek om de slechte werkomstandigheden in zijn land in de 19e eeuw te bestrijden, wat zou leiden tot de oprichting van de Christene Volkspartij in 1893. In 1914 roept het ACW op om al te drastische besparingen te compenseren met extra vermogensbelastingen om te komen tot een rechtvaardige inkomensherverdeling. In Nederland putte de Roomsch-Katholieke Staatspartij uit deze encycliek voor haar sociaal programma.
De katholieke vakbeweging beschouwt Rerum Novarum in zekere zin als haar grondvest. Het feest van Rerum Novarum wordt veertig dagen na Pasen gevierd op Hemelvaartsdag en wordt gezien als de tegenhanger van de socialistische 1 mei-vieringen, terwijl paus Pius XII de 1e mei speciaal heeft toegewijd aan 'Sint-Jozef Werkman'.

## Varia

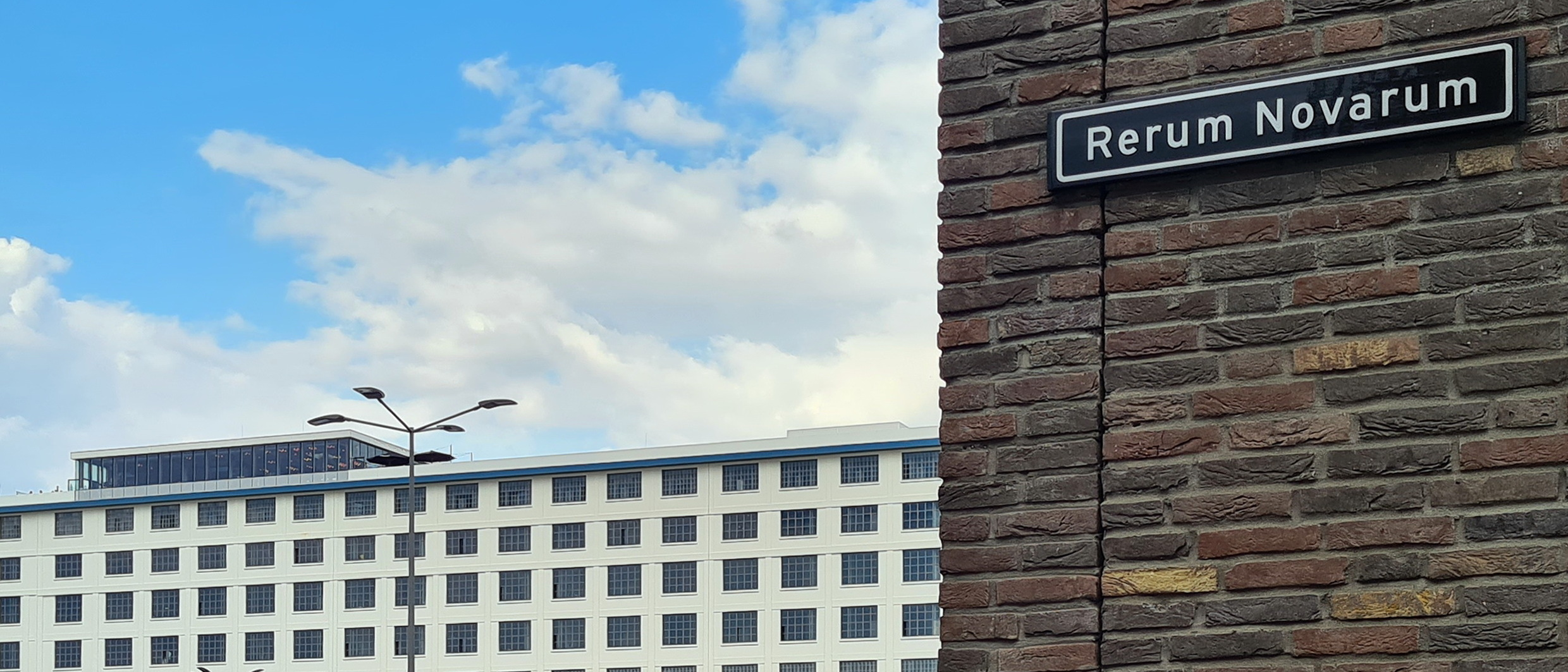
Straatnaambord en deel van de sanitairfabriek De Eiffel in Maastricht

- In de Gentse wijk Nieuw Gent bevindt zich sinds de jaren 1960 het Rerum Novarumplein, genoemd naar de encycliek.
- In het Maastrichtse Sphinxkwartier is sinds 2008 eveneens een straat genaamd Rerum Novarum. De straat is aangelegd op het voormalige industrieterrein van de Koninklijke Sphinx, waar in de negentiende eeuw duizenden arbeiders in vaak barre omstandigheden in de glas- en aardewerkindustrie werkten.[1]